# Thelcticopis papuana
Thelcticopis papuana är en spindelart som först beskrevs av Simon 1880.  Thelcticopis papuana ingår i släktet Thelcticopis och familjen jättekrabbspindlar. Inga underarter finns listade i Catalogue of Life.